# Conocybe rugosa
Conocybe rugosa är en svampart som först beskrevs av Peck, och fick sitt nu gällande namn av Roy Watling 1981. Conocybe rugosa ingår i släktet Conocybe och familjen Bolbitiaceae.   Inga underarter finns listade i Catalogue of Life.
I den svenska databasen Dyntaxa används istället namnet Pholiotina rugosa för samma taxon.  Arten är reproducerande i Sverige.